# Héctor Demarco
Héctor Demarco (ur. 31 maja 1936, zm. 21 czerwca 2010) – piłkarz urugwajski noszący przydomek Cholo, napastnik.
Jako piłkarz klubu Defensor Sporting wziął udział w turnieju Copa América 1955, gdzie Urugwaj zajął czwarte miejsce. Demarco zagrał w trzech meczach – z Chile (w 71 minucie wszedł za Óscara Mígueza), Argentyną (w 62 minucie zmienił Julio Péreza) i Peru.
Rok później wziął udział w turnieju Copa América 1956, gdzie Urugwaj zdobył tytuł mistrza Ameryki Południowej. Demarco zagrał w dwóch meczach – z Paragwajem (w 66 minucie zmienił Óscara Mígueza) i Brazylią (w 72 minucie wszedł za Daniela Melgarejo).
Demarco dwukrotnie został najlepszym strzelcem klubu Defensor – w 1956 roku zdobył 7 bramek oraz w 1958 roku 10 bramek.
Wciąż jako piłkarz klubu Defensor wziął udział w turnieju Copa América 1959, gdzie Urugwaj zajął przedostatnie, szóste miejsce. Demarco zagrał w pięciu meczach – z Peru (zdobył bramkę), Paragwajem (zdobył bramkę), Brazylią, Argentyną (zdobył bramkę) i Chile.
W 1959 roku wyjechał do Europy, gdzie początkowo grał we włoskim klubie Bologna FC. W 1964 roku razem z klubem Bologna zdobył tytuł mistrza Włoch. W 1968 roku zakończył karierę piłkarską w klubie Vicenza.
Od 13 marca 1955 roku do 2 maja 1959 roku Demarco rozegrał w reprezentacji Urugwaju 14 meczów i zdobył 3 bramki.